# Кварцевый генератор

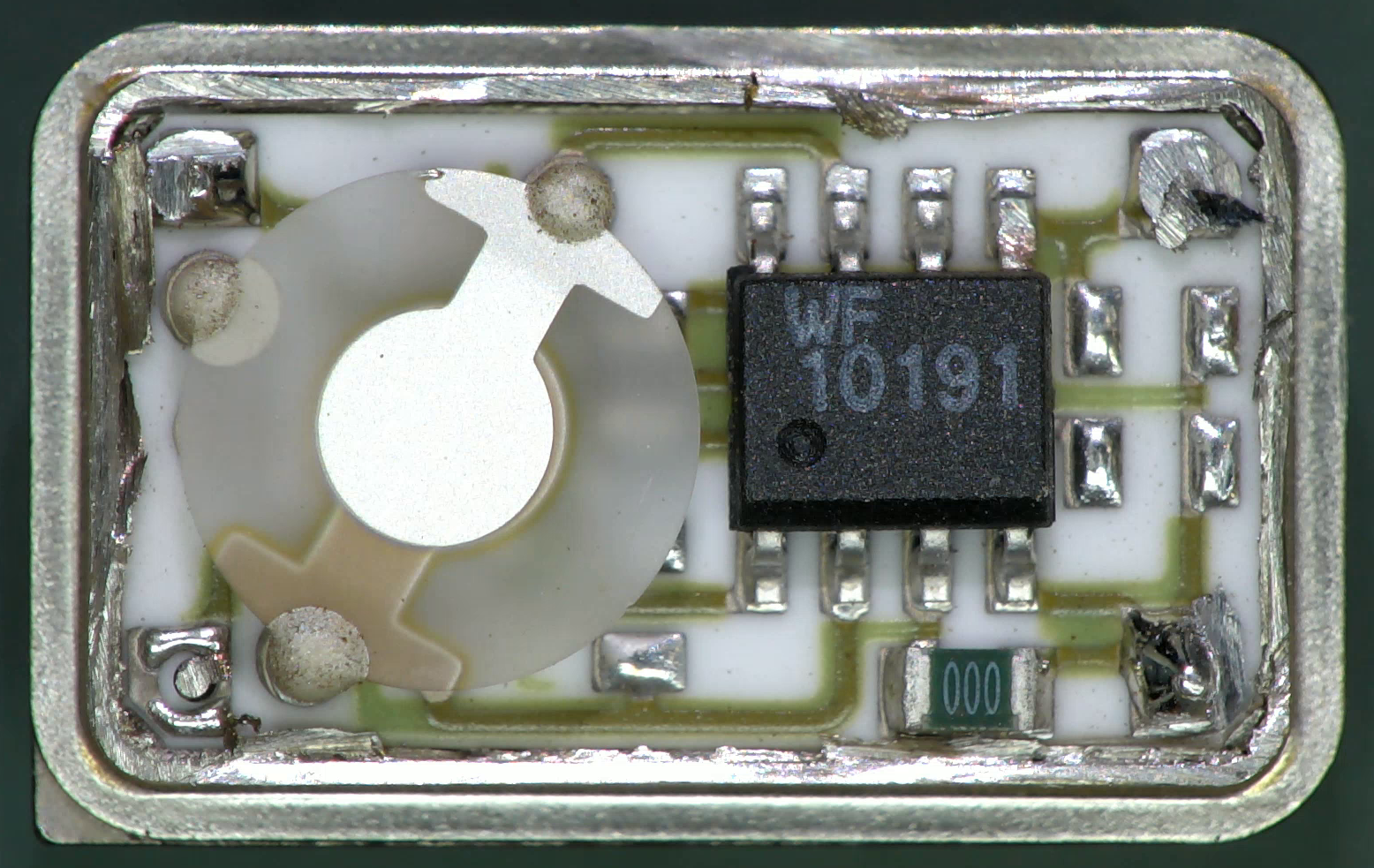
Кварцевый генератор внутри микросборки формата DIP-микросхемы. Внутри находится печатная плата, тонкий круглый кварцевый резонатор с металлизированными обкладками сверху и снизу (находится слева на фотографии), микросхема и обвязка.

Схема простого генератора Пирса с триггером Шмитта как пример кварцевого генератора с дискретным выходом.

Ква́рцевый генера́тор — автогенератор электромагнитных колебаний с колебательной системой, в состав которой входит кварцевый резонатор. Предназначен для получения колебаний постоянной частоты с высокой температурной и временно́й устойчивостью, низким уровнем фазовых шумов.

## Характеристики

### Частота
Частота собственных колебаний кварцевого генератора может находиться в диапазоне от нескольких кГц до сотен МГц. Она определяется физическими размерами резонатора, упругостью и пьезоэлектрической постоянной кварца, а также тем, как вырезан резонатор из кристалла. Так как кварцевый резонатор является законченным электронным компонентом, его частоту можно изменять внешними элементами и схемой включения в очень узком диапазоне выбором резонансной частоты (параллельный или последовательный) или понизить параллельно включённым конденсатором. Существуют, однако, кустарные методики подстройки резонатора. Это целесообразно в случаях, когда желательно иметь несколько резонаторов с очень близкими параметрами. Для уменьшения частоты на кристалл кратковременно воздействуют парами иода (это увеличивает массу серебряных обкладок), для увеличения частоты обкладки резонатора шлифуют.
В 1997 году компания Epson Toyocom выпустила в свет серию генераторов SG8002, в конструктиве которых присутствуют блок подстроечных конденсаторов и два делителя частоты. Это позволяет получить практически любую частоту в диапазоне от 1 до 125 МГц. Однако данное достоинство неизбежно влечёт за собой недостаток — повышенный джиттер (фазовый шум). Цитата: Генератор с внутренними цепями фазовой автоподстройки частоты необходимо с предельной осторожностью применять в схемах, содержащих внешние цепи ФАПЧ.

### Стабильность частоты
Колебания кварцевого генератора характеризуются высокой стабильностью частоты (10−5 ÷ 10−7), что обусловлено высокой добротностью кварцевого резонатора (104 ÷ 105).

### Уровень фазовых шумов
У лучших генераторов спектральная плотность мощности фазовых шумов может быть менее −100 дБн/Гц на отстройке 1 Гц и менее −150 дБн/Гц на отстройке 1 кГц при выходной частоте 10 МГц.

### Мощность
Мощность кварцевого генератора не превышает нескольких десятков милливатт. При более высокой мощности кристалл кварцевого резонатора может разрушиться из-за возникающих в нём сильных механических напряжений. На практике, при необходимости получения большей мощности от стабилизированного кварцевым резонатором генератора применяется усилитель.

### Тип выходного сигнала
Генераторы могут изготавливаться как в модификации с синусоидальным выходным сигналом, так и с сигналом прямоугольной формы, совместимым по логическим уровням с одним из стандартов (TTL, CMOS, LVCMOS, LVDS и т. д.).

### Наличие и тип термостабилизации
- термокомпенсированные (TCXO)
- термостатированные (OCXO, DOCXO)

## Принцип работы
Внешнее напряжение на кварцевой пластинке вызывает её деформацию. А она, в свою очередь, приводит к появлению электрического заряда на поверхности кварца (пьезоэлектрический эффект). В результате этого механические колебания кварцевой пластины сопровождаются синхронными с ними колебаниями заряда на её поверхности, и наоборот.
Для обеспечения связи резонатора с остальными элементами схемы непосредственно на кварц наносятся электроды, либо кварцевая пластинка помещается между обкладками конденсатора.
Для получения высокой добротности и стабильности резонатор помещают в вакуум и поддерживают постоянной его температуру.

### Возможность перестройки частоты
- постоянной частоты
- частота управляется напряжением (VCXO)
- частота управляется цифровым кодом (NCXO)

## Примеры схемотехнической реализации
- Генератор Пирса

## Использование

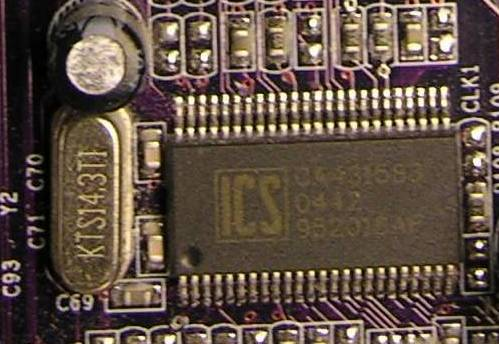
Кварцевый резонатор на 14,3 МГц (слева) и генератор тактовых импульсов ICS 952018AF (справа)

Кварцевые генераторы используют для измерения времени (кварцевые часы, электронные часы), в качестве стандартов частоты. Кварцевые генераторы широко применяются в цифровой технике в качестве генераторов тактовых импульсов.